# Garfield és a Zűr Kommandó (film)
A Garfield és a Zűr Kommandó (eredeti cím: Garfield's Pet Force) 2009-ben bemutatott amerikai 3D-s számítógépes animációs film, amely az Jim Davis azonos című könyvsorozat alapján készült. Az animációs játékfilm rendezői Mark A. Z. Dippé és Kyung Ho Lee, producerei Daniel Chuba, John Davis és Ash R. Shah, zeneszerzője Kenneth Burgomaster. A mozifilm a Davis Entertainment, Paws Inc. és The Animation Picture Company gyártásában készült, a 20th Century Fox forgalmazta. Műfaja filmvígjáték.
Amerikában 2009. június 16-án, Magyarországon 2010. augusztus 19-én mutatták be a mozikban.

## Cselekmény
|  | Alább a cselekmény részletei következnek! |

Egy másik univerzumban Poliészter bolygón Wally professzor, Jon herceg tudósa sikeresen befejezte a Móka fegyvert, azaz a molekulakeverő puskát, amivel bármilyen két élőlény molekuláját ki lehet cserélni, és így azok a molekulakeverő birtoklójának engedelmeskednek. Ám a gonosz Lizboszi is a fegyverre pályázik, amit csellel próbál megszerezni: villámgyorsan összeházasodik Jon herceggel, majd a tőle megszerzett kulccsal megszerzi a Móka fegyvert. Ezt meglátván Wally professzor riasztja a Zűr Kommandót, akik megpróbálnak leszámolni Lizboszival. Ám mindegyiküknek kicseréli a molekuláját, kivéve Garzooka-ét, aki megszerzi a fegyvert működtető Klopman kristályt (ami a Garfield filmekben szereplő Klopmen gyémánt paródiája), majd elindul egy másik világba, ahol meg akar keresni 3 a Zűr Kommandó tagjaihoz hasonló állatot: Helénát, Nermalt és Ubult. A másik világban összefut Garfielddal, akinek odaadja elrejteni a Klopman kristályt, így Garfield is belekeveredik, mivel Lizboszi követte Garzookat. Miután Lizboszi megszerzi Garfieldtól a kristályt, elkezdi az embereket molekulakevert zombikká alakítani, ezért Garfield egy kis csapattal és a Zűr Kommandó elindul Liz boszi és a hadserege legyőzésére.
|  | Itt a vége a cselekmény részletezésének! |

## Szereplők
| Szereplő                  | Eredeti hang      | Magyar hang        |
| ------------------------- | ----------------- | ------------------ |
| Garfield / Garzooka       | Frank Welker      | Kerekes József     |
| Ubul / Modul              | Gregg Berger      | Szokol Péter       |
| Heléna / Sztárléna        | Audery Wasilewski | Dögei Éva          |
| Nermal / Abnermal         | Jason Marsden     | Arany Tamás        |
| Lizboszi                  | Vanessa Marshall  | Pikali Gerda       |
| Jon Arbuckle / Jon herceg | Wally Wingert     | Pusztaszeri Kornél |
| Wally / Wally professzor  | Neil Ross         | Harsányi Gábor     |
| Charles, a rendező        | Neil Ross         | Háda János         |
| Eli                       | Greg Eagles       | Bognár Tamás       |
| Betty                     | Jennifer Darling  | Kiss Erika         |
| Bonita Stegman            | Jennifer Darling  | Halász Aranka      |
| Tapsifüles, a nyúl        | Stephen Stanton   | Seder Gábor        |
| Billy, a medve            | Fred Tatasciore   | Bolla Róbert       |
| Horned                    | Fred Tatasciore   | Bolla Róbert       |
| Spike                     | Frank Welker      | Varga Rókus        |
| Keith, az operatőr        | Frank Welker      | Papucsek Vilmos    |
| Lawyer                    | Frank Welker      | Rosta Sándor       |
| Kutya                     | Frank Welker      | Seszták Szabolcs   |
| Skinny                    | Stephen Stanton   | Bodrogi Attila     |
| Kövér újságos             | Stephen Stanton   | Minárovits Péter   |

## Különbségek
A film sok dologban különbözik a könyvsorozattól, már maga a történet, miszerint Lizboszi ellopja a molekulakeverőt, hogy Heléna, Nermal és Ubul egy szérumtól lesznek szuperhősök, és a legtöbb szereplő is különbözik. Ám a két legnagyobb különbség: Jon és a többi ember érti, mit mondanak az emberek; és a szuperhősök, hiszen megváltozott két szuperhős ereje.
| Szereplő  | Szuper-erő a könyvsorozatban                                                  | Szuper-erő a filmben                |
| --------- | ----------------------------------------------------------------------------- | ----------------------------------- |
| Garzooka  | izomerő, gammasugaras szőrcsomó és éles karom                                 | izomerő és gammasugaras szőrcsomó   |
| Modul     | hosszúra nyúló, nyálas nyelv                                                  | hosszúra nyúló, nyálas nyelv        |
| Sztárléna | szirénének, ami dolgok széttörésén kívül mindenkit lebénít – kivéve Garzookat | lézeres szem, ami lefagyaszt bárkit |
| Abnermal  | fagyasztó kéz és bármekkorára növeszthető védőpajzs                           | szuzpergyorsaság                    |
| Robuci    | szuperinteligens és rengeteg kütyüje van                                      | nem szerepel a filmben              |